# Décès en 948
Décès
- 944
- 945
- 946
- 947
- 948
- 949
- 950
- 951
- 952

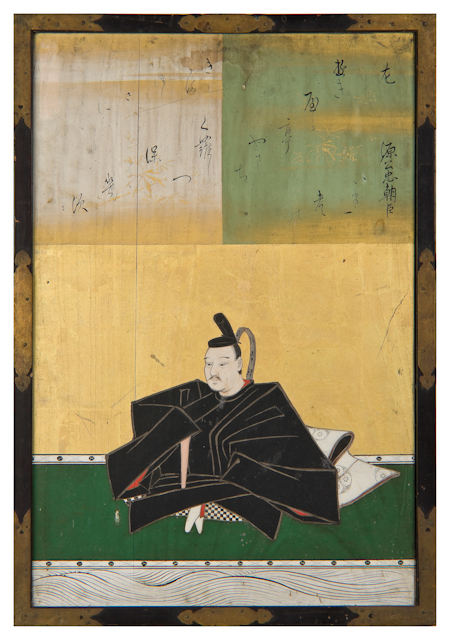
Minamoto no Kintada mort en 948.

Cette page dresse une liste de personnalités mortes au cours de l'année 948 :
- 15 juin : Romain Ier Lécapène, soldat, marin et empereur byzantin déposé[1].

- Fromond Ier de Sens, comte de Sens.
- Blacair Gothfrithson, roi de Dublin.
- Minamoto no Kintada, poète de waka du milieu de l'époque de Heian et noble japonais.
- Qadama ibn Jafar, encyclopédiste arabe.
- Zolta, Grand-Prince des Magyars.

date incertaine (vers 948)
- Roscille d'Anjou, duchesse de Bretagne.

## Crédit d'auteurs
- Cet article est partiellement ou en totalité issu de l'article intitulé « 948 » (voir la liste des auteurs).